# Andrusovské příměří

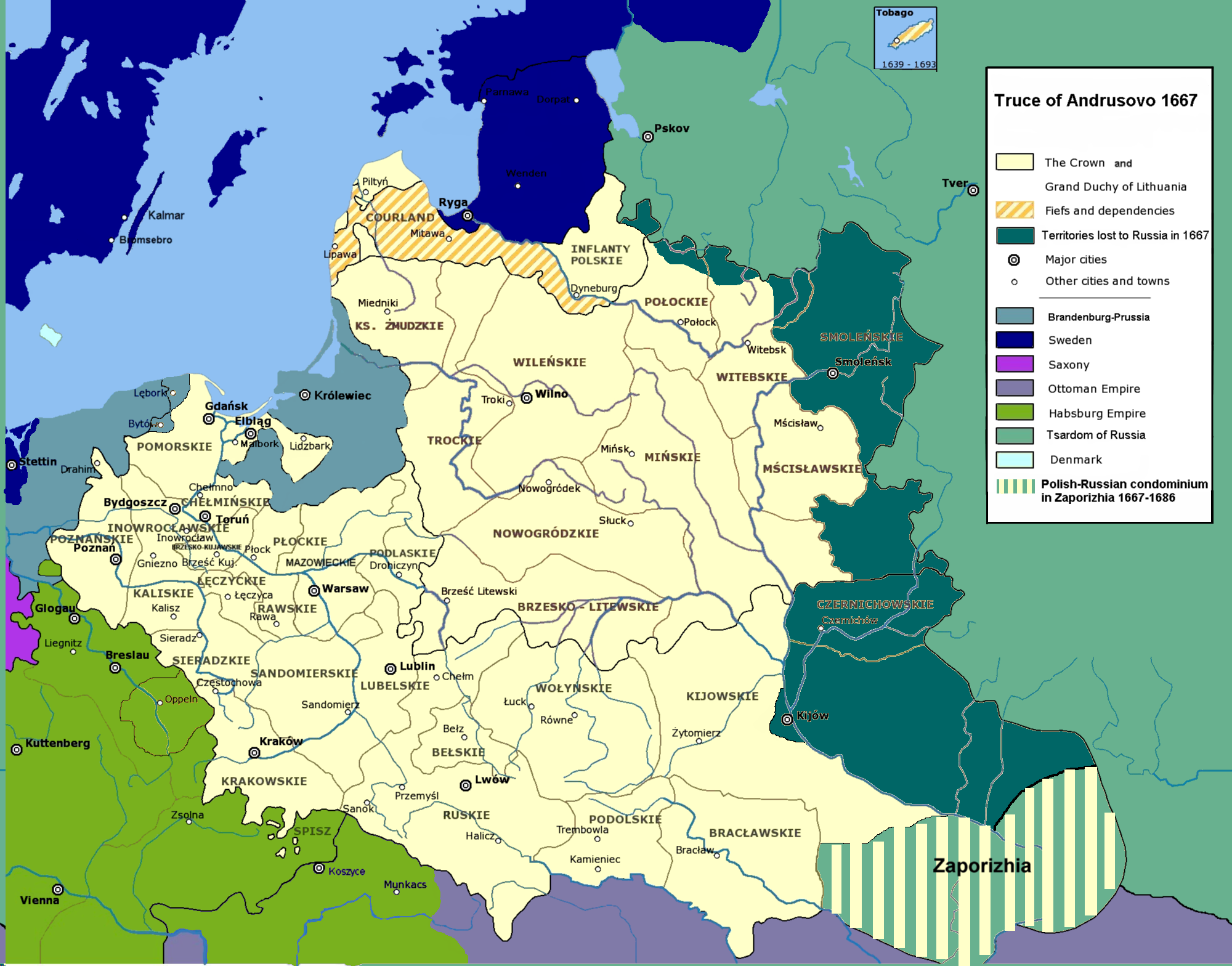
Území získané Ruským impériem na úkor Republiky obou národů vyznačeno tmavě zeleně

Andrušovské příměří (polsky Rozejm w Andruszowie; rusky Андрусовское перемирие – Andrusovskoje peremirije) byla dohoda, kterou 30. ledna 1667 podepsaly Ruské carství a Republika obou národů a ukončily jí rusko-polskou válku, kterou v letech 1654–1667 vedly o území dnešní Ukrajiny a Běloruska. Jmenuje se podle vesnice Andrusovo nedaleko Smolenska, ve které byla podepsána. Na jejím základě získalo Rusko od Polska-Litvy území dřívějšího Černigovského knížectví a dřívějšího Smolenského knížectví a také uznání sjednocení Ruského carství a levobřežní Ukrajiny. Pravobřežní Ukrajina (ovšem bez Kyjeva) a Bílá Rus zůstaly nadále pod vládou Republiky obou národů. Záporožská Sič měla být pod společnou správou (přičemž zástupci Kozáckého hetmanátu se na dohodě nepodíleli).